# AS 365 (航空機)
AS365 ドーファン
オールニッポンヘリコプターのAS365N2
（JA61NH、NHK取材機）
- 用途：一般航空, 消防・防災, 警察, 輸送
- 分類：小型多用途ヘリコプター
- 製造者：アエロスパシアル（現エアバス・ヘリコプターズ）
- 初飛行：1975年1月24日
- 生産開始：1975-2022(AS365 N3)
- 運用状況：現用
- 派生型：

  - ユーロコプター EC 155
  - AS 565 パンテル
  - HH-65 ドルフィン
  - 哈爾浜 Z-9

AS365は、アエロスパシアル社（現エアバス・ヘリコプターズ社）が開発した中型双発ヘリコプター。
AS365の高性能版であるEC 155を含めたシリーズの愛称ドーファン（Dauphin）は、フランス語で「イルカ」の意。SA 360 ドーファンをベースに開発されたことから、ドーファン2と呼ばれることもある。
2022年、エアバスから最後のAS365 N3が発注元のスペイン税関に引き渡されたとのリリースが発表された。
EC 155などは生産が継続されている。
後継機のH 160は2021年に運行を開始した。

## 概要
高速・長航続距離の中型双発ヘリコプターとして開発され、1975年1月24日に試作初号機が初飛行した。尾部テールローターが円筒成形の中心に埋め込まれたフェネストロン形状・主脚が引き込み式（ただし、固定のスキッドに変更も可能となっている）などの特徴がある。消防防災ヘリコプター・ドクターヘリ・警察ヘリコプター・報道・物資や人員の輸送など、あらゆる用途で運用されている。
アメリカ沿岸警備隊に導入されたHH-65AはエンジンがライカミングLTS101-750B（734shp）に変更されたほか、各種部品も純国産か、国内でライセンス生産されたものに変更したものである。これは、アメリカ軍および沿岸警備隊が海外製品を用いる場合には、バイ・アメリカン法に基づいて大部分を米国製製品に切り替える事が必要なためであった。

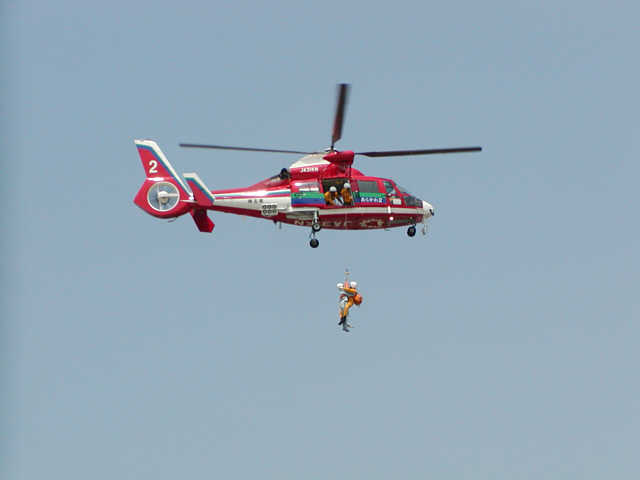
埼玉県防災航空センターあらかわ2号

民間用派生型のほかに、救難型（SAR）や対戦車攻撃型・対潜型（ASW）などの軍用派生型があり、AS 565 パンテル（Panther）と呼ばれている。
海軍機や沿岸警備隊機としての需要が多く、陸上型の売れ行きは不振であったものの（フランス陸軍は不採用。アンゴラ空軍やブラジル陸軍が陸上機として採用）、中国でのライセンス生産型であるZ-9は中国人民解放軍陸軍の中型汎用ヘリコプター及び武装ヘリコプターとして用いられている。

### 派生型
民間用
SA 365C
原型機。エンジンはチュルボメカ社製アリエル1A（470kw）2基。
SA 365N
C型の改良型量産機。エンジンをアリエル1C（492kw）へ変更。
SA 365N1
N型の改良型。エンジンをアリエル1C1（526kw）へ変更、尾部フェネストロンを拡大。
AS365N2
N1型の改良型。エンジンをアリエル1C2（549kw）へ変更。
AS365N3
N2型の改良型。エンジンをアリエル2C（635kw）へ変更。
AS365N3+
N3型の改良型。デジタルエンジン制御システム(Full Authority Digital Engine Control)のアリエル2C（717kw）へ変更。
AS365N4
N3+型を高性能化・低騒音化した機体。

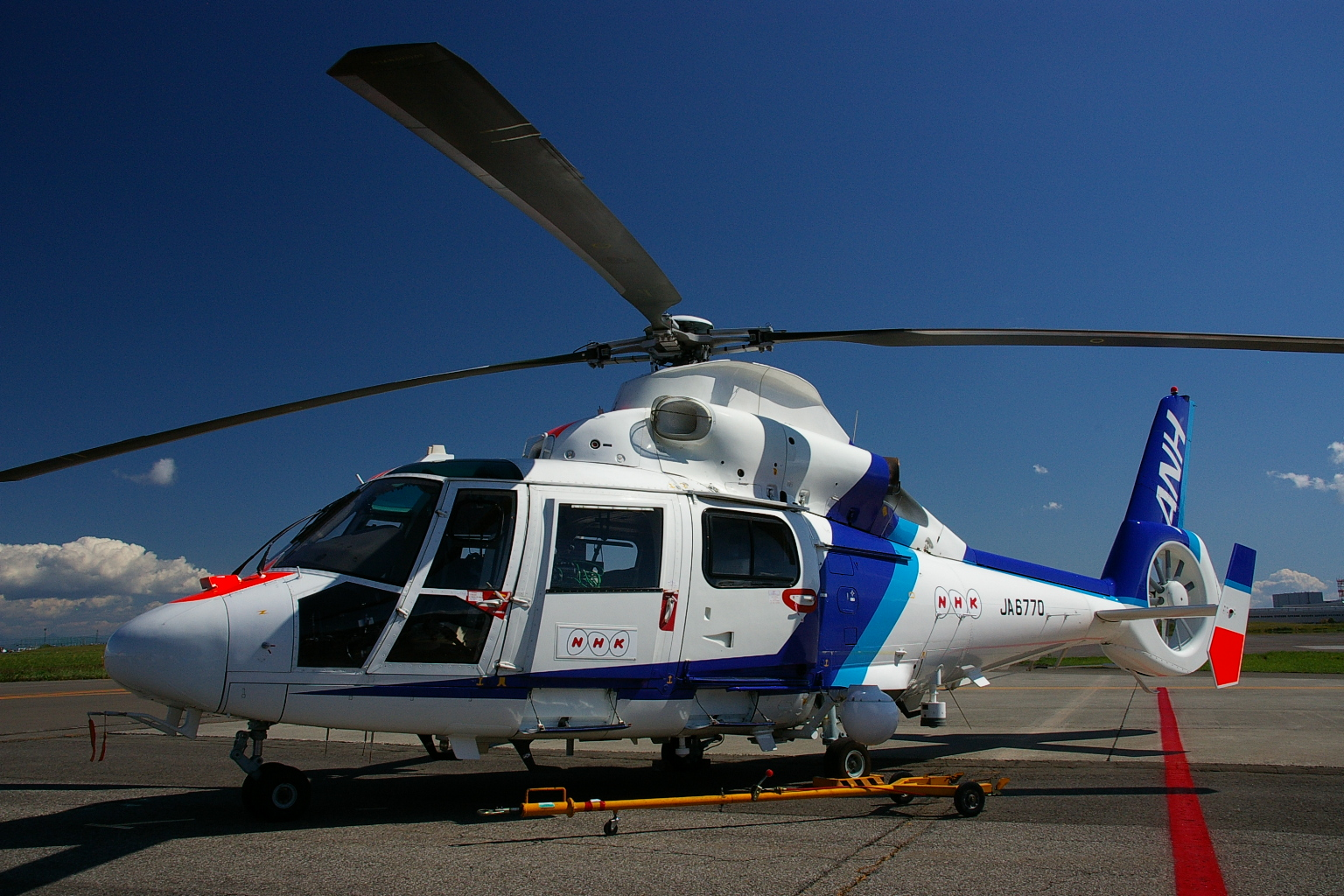
オールニッポンヘリコプターAS365N2（NHK北海道取材機）
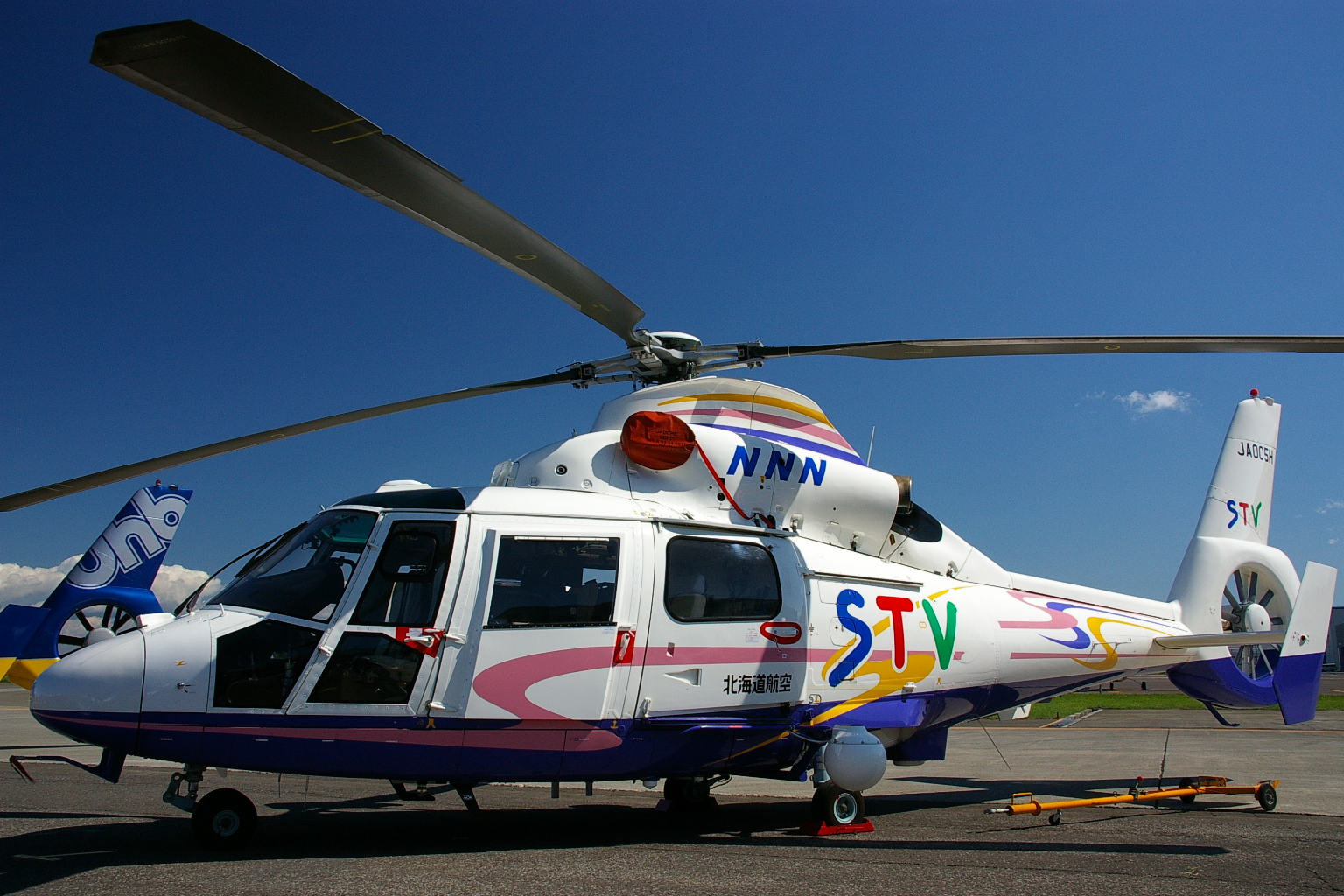
北海道航空 AS365N2（STV取材機）
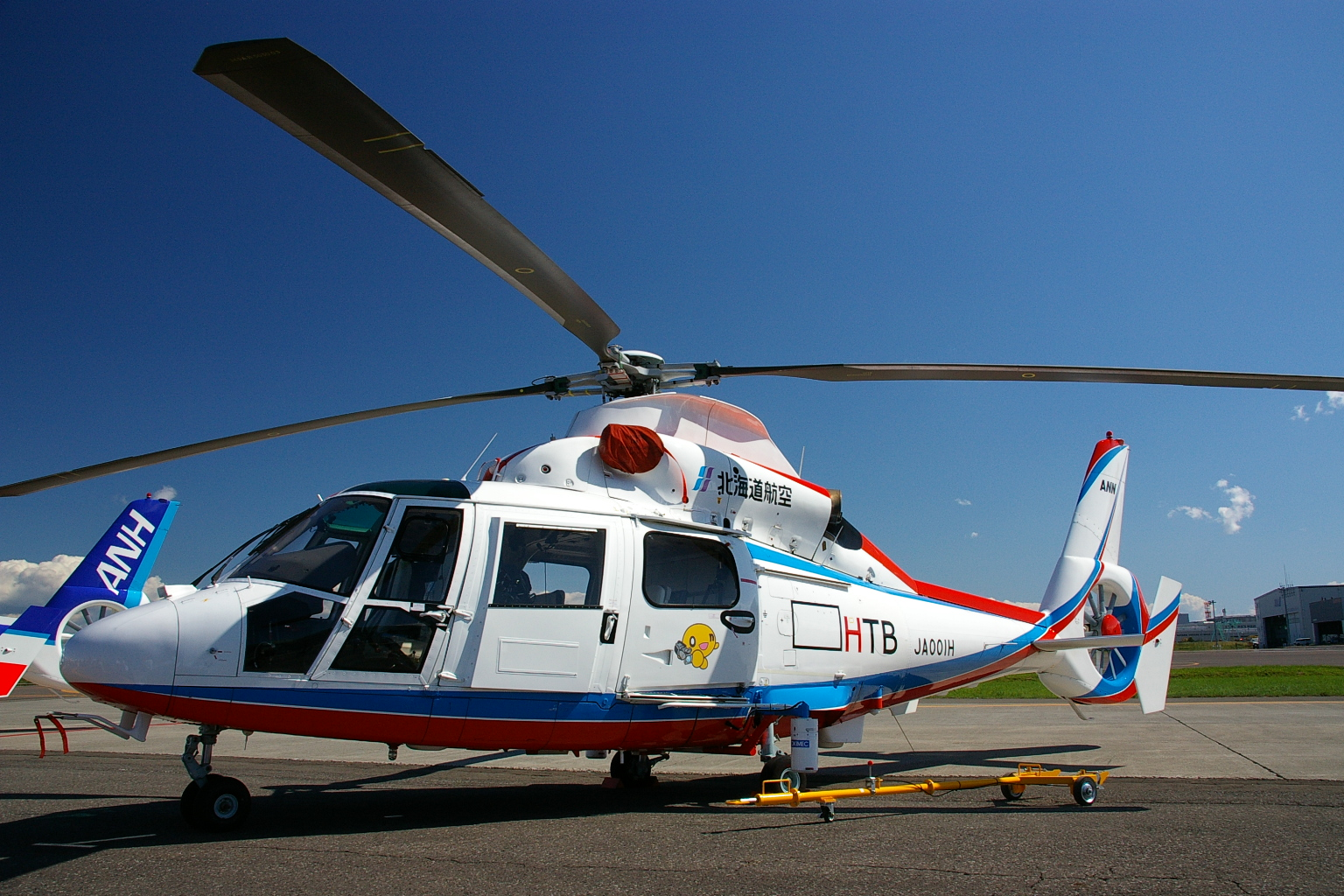
北海道航空 AS365N2（HTB取材機）
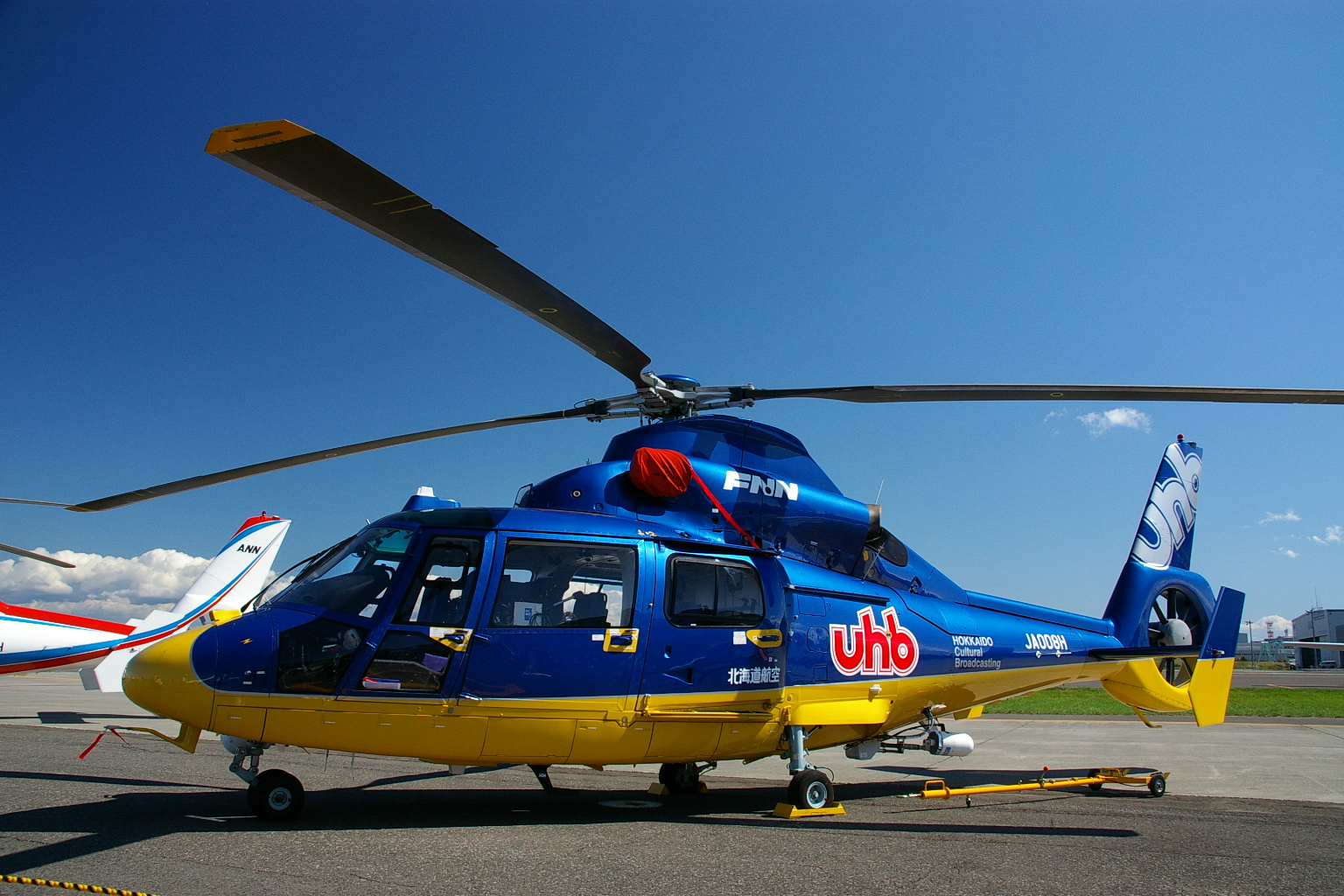
北海道航空 AS365N3（UHB取材機）
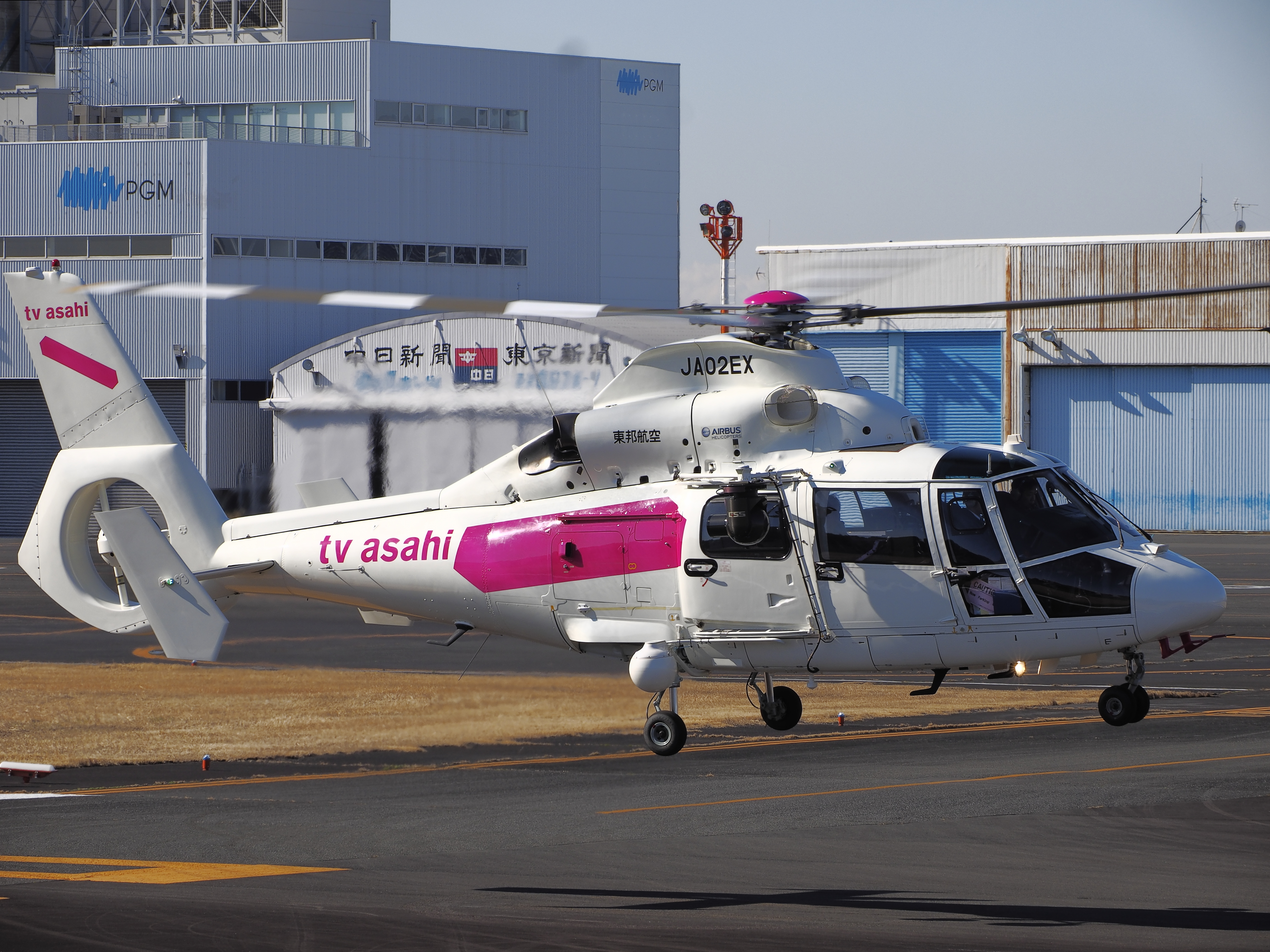
東邦航空 AS365N2 (テレ朝取材機)
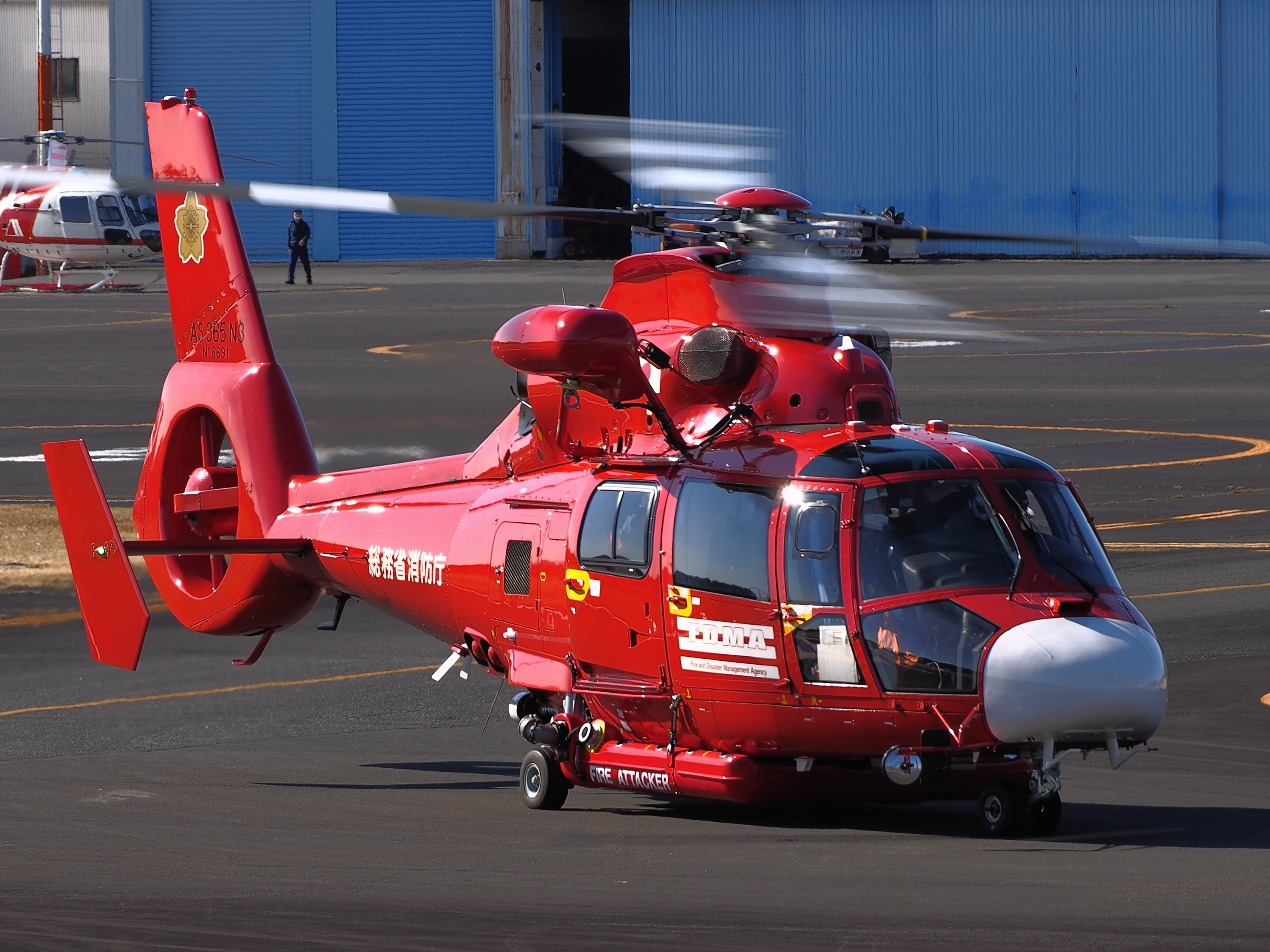
FDMA AS365N3 (東京消防庁航空隊防災ヘリ)

軍事用
AS 365F
最初に作られた対潜・救難型。
AS 565 パンテル （Panther）
軍用型。

HH-65
米沿岸警備隊での呼称。エンジンは、HH-65Aではライカミング・エンジンズ社製LTS101-750A-1（650hp）2基。

Z-9
中華人民共和国の哈爾浜飛機製造公司（HAMC）が、AS365Nをライセンス生産したもの。

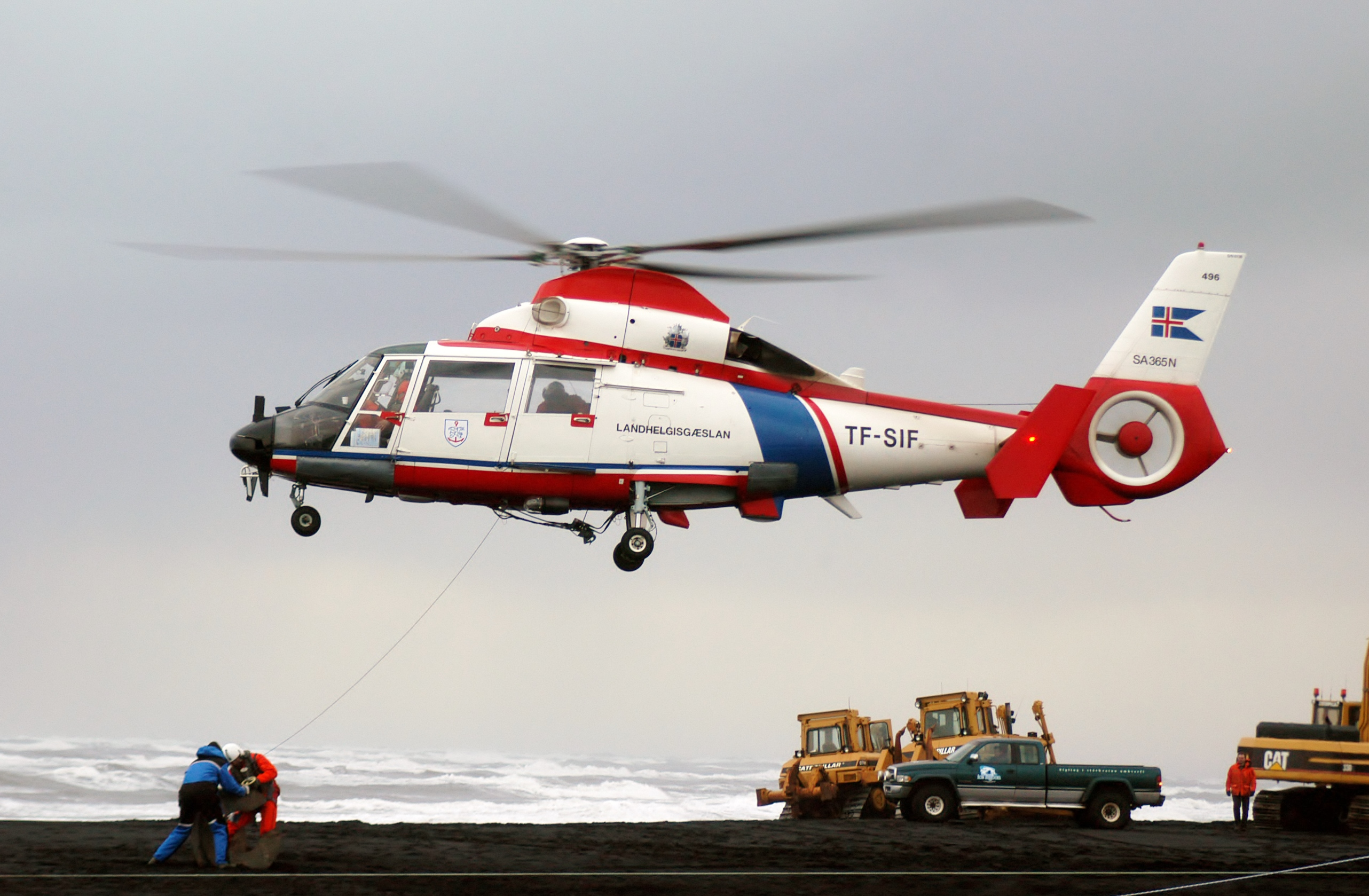
アイスランド沿岸警備隊のAS 365N
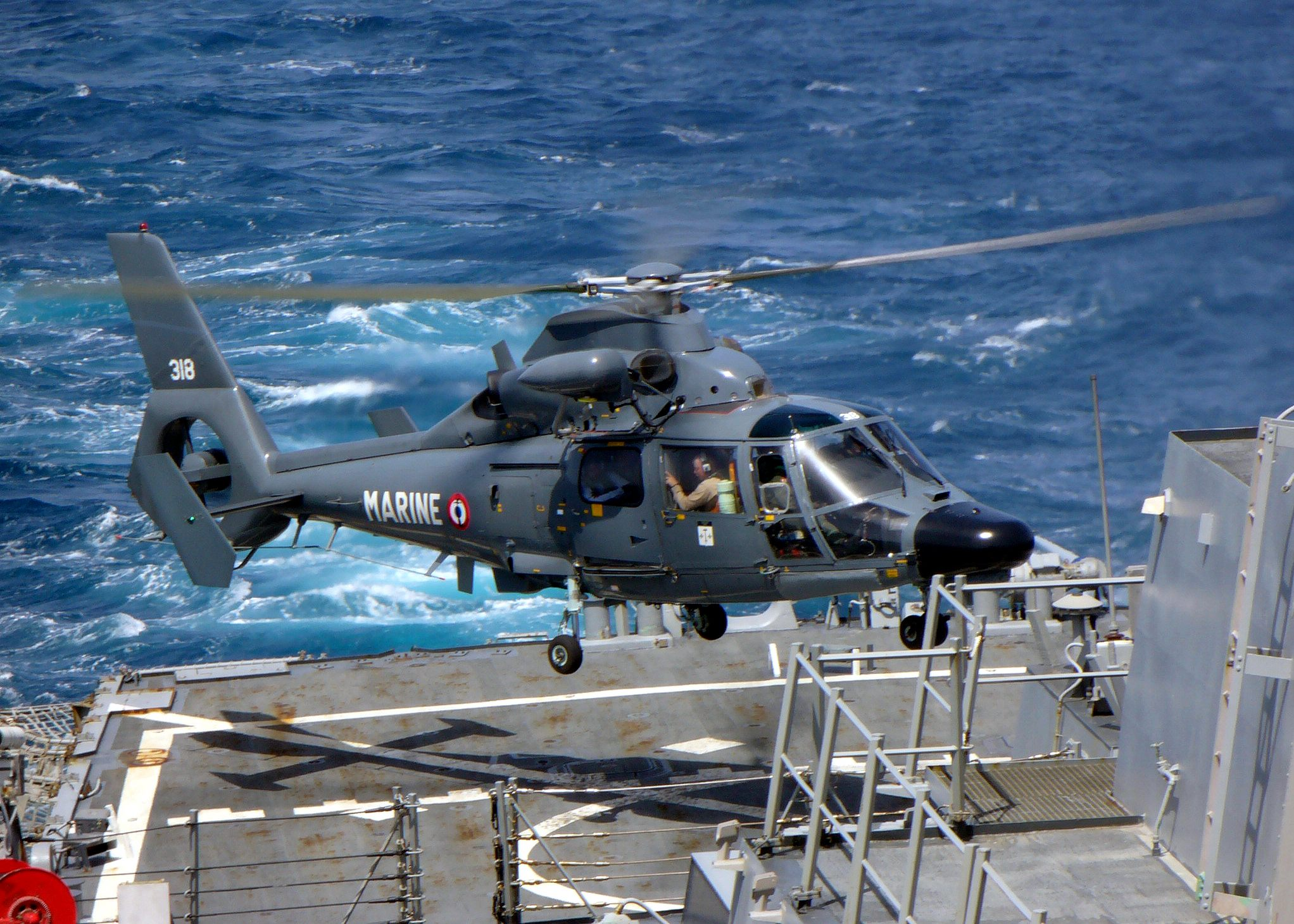
フランス海軍のAS 565 パンテル

## 使用国
- アンゴラ
- アルゼンチン

沿岸警備隊が運用。2017年には運用する3機をAS365N3+へアップグレードする契約を23億9,300万ユーロで承認。アップグレードには、機体、新しいエンジン、新しい4軸自動パイロット、改良された全天候型の昼夜制デジタル・エレクトロニクス・スイートの完全なオーバーホールが含まれる。
- ブラジル
- カンボジア
- カメルーン
- コンゴ共和国
- チリ
- 中国

Z-9各種。
- ジブチ

2024年時点で、ジブチ空軍が4機のAS365を保有。
- ドミニカ共和国

- フランス

- イスラエル

同海軍が保有するコルベットに搭載されているが、対潜装備は無く海洋監視に特化している。
- ラオス
- マレーシア
- メキシコ
- ミャンマー

捜索救難及び練習に使用。
- 日本

防災用と社用機で採用。
- マリ

Z-9
- ルワンダ
- サウジアラビア

- 台湾

空中勤務總隊（救災、救難、救護、輸送、観測、偵察）
- アメリカ合衆国
- ウルグアイ
- スペイン

税関。

## 性能・主要諸元
AS365N2型
- 乗員： 1 名または 2 名
- 乗客： 12 名または 13 名
- 長さ： 13.68 m
- 主回転翼直径： 11.94 m
- 高さ： 3.97 m
- 自重： 2,271 kg
- 最大離陸重量： 4,250 kg
- 発動機： チュルボメカ・アリエル1C2 × 2基
- 超過禁止速度： 287 km/h=M0.23
- 巡航速度： 254 km/h=M0.21
- 航続距離： 860 km

## 登場作品

### 映画・テレビドラマ
『252 生存者あり』
東京消防庁所属機「JA119A ちどり」が登場。終盤にて、東京都内が台風の目に入って風が収まった隙に出動し、地下に閉じ込められた主人公たちを救助するために開けられた穴の真上でホバリングすると、要救助者たちを吊り上げて救助する。
『RESCUE〜特別高度救助隊』
第1話と第9話に横浜市消防局所属機「JA6740 はまちどり1号」が登場。第1話では、火災が発生したビルの屋上に取り残された要救助者の救助を行い、第9話では、火災が発生した火力発電所から救助された作業員を収容する。
『ピースメーカー』
アメリカ欧州陸軍所属機として迷彩を施された機体が登場。これはフィクションであるものの、実際にベルUH-1の後継機としてアメリカ陸軍に提案されシコルスキーS-70（UH-60 ブラックホーク）に敗れ去った経緯がある。
『ワールド・ウォーZ』
アメリカ海軍・イスラエル国防軍所属機として登場。
アメリカ海軍所属機は、主人公一家を救出する際にパラジャンパー隊員を乗せてビルの屋上に着陸する。
イスラエル国防軍所属機は、イスラエルを囲むように築かれた防壁を乗り越えようと群がってきたゾンビたちに対して、3機がM240機関銃による機銃掃射を行うも、1機がゾンビに接近しすぎたため、ゾンビに飛び移られ墜落してしまう。

### 漫画
『HELLSING』
リップヴァーン率いるミレニアム大隊が、架空のインヴィンシブル級航空母艦「イーグル」を占拠する際、「イーグル」へ向かうための移動手段として使用する。
『め組の大吾』
14巻第7報にて登場。

### 小説
『Op.ローズダスト』
警視庁所属機「おおとり4号」と東京消防庁所属機が登場。
「おおとり4号」は、テロリストグループ「ローズダスト」による東京都内でのテロに備えて、上空から警戒にあたる。
東京消防庁所属機は、「ローズダスト」が都内に仕掛けたT-Rexが爆発した現場の上空へ急行する。